# Museo dell'Ottocento (Ferrara)
Il Museo dell'Ottocento si trova in Palazzo Massari a Ferrara.
Allestito nel piano nobile, è diviso in più sale con dipinti, sculture e arredi d'epoca.
Le prime sale sono dedicate a soggetti religiosi, letterari e storici (come Gaetano Turchi o Torquato Tasso). Altre sale ospitano i ritratti della famiglia Massari, le opere di Giovanni Pagliarini, di Gaetano Previati, di Giuseppe Mentessi e Alberto Pisa.
Dal 2012 il museo è chiuso per lavori di restauro.